# Sławatycze (gmina)
Sławatycze – gmina wiejska w województwie lubelskim, w powiecie bialskim. Na terenie gminy znajduje się przejście graniczne z Białorusią w Sławatyczach.
Siedzibą gminy są Sławatycze, mające najbardziej peryferyjne położenie względem miasta powiatowego w całym województwie lubelskim. Do Białej Podlaskiej ze Sławatycz jest 50 km (do Włodawy 25 km).
Według danych z 30 czerwca 2004 gminę zamieszkiwało 2608 osób.

## Historia
Teren Gminy Sławatycze po III rozbiorze Polski w 1795 r. znalazł się w zaborze austriackim. Początkowo leżał on w cyrkule bialskim, a od 1804 r. w cyrkule włodawskim, który miał tymczasową siedzibę w Białej. Teren gminy wchodził w skład okręgu włodawskiego w cyrkule włodawskim. W 1809 r. teren gminy został przyłączany do Księstwa Warszawskiego i znalazł się w granicach departamentu siedleckiego i powiatu włodawskiego. Od roku 1816 do 1844 teren gminy należał do powiatu włodawskiego, który był częścią obwodu radzyńskiego województwa podlaskiego (do 1837, guberni podlaskiej (1837-1844). W latach 1844–1866 teren gminy był częścią okręgu włodawskiego w powiecie radzyńskim w guberni lubelskiej. 1 stycznia 1867 teren gminy został wyłączony z reaktywowanego powiatu włodawskiego i włączony do powiatu bialskiego guberni siedleckiej.
1 stycznia?/13 stycznia 1870 do gminy przyłączono pozbawione praw miejskich Sławatycze, które przekształcono w osadę miejską. W 1912 roku gmina weszła w skład nowo utworzonej guberni chełmskiej.
W okresie międzywojennym gmina weszła w skład woj. lubelskiego. W 1921 roku liczyła 5813 mieszkańców (w tym 1868 w Sławatyczach) i składała się z 14 miejscowości: Boj, Dańce, Dołhobrody, Hanna, Holeszów folwark, Holeszów wieś, Janówka, Kużawka, Lack, Łydyny, Osięczuki, Patochy, Pawluki i Sławatycze. 1 stycznia 1923 gminę przyłączono do powiatu włodawskiego w tymże województwie. W 1933 roku siedzibę gminy przeniesiono do Hanny.
Po wojnie gmina zachowała przynależność administracyjną do powiatu włodawskiego aż do likwidacji powiatów w 1975 r. 1 lipca 1952 roku gmina składała się z 11 gromad: Dańce, Dołhobrody, Hanna, Holeszów, Holeszów kolonia, Janówka, Kuzawka, Lack, Pawluki, Sławatycze i Zaświatycze.
Jednostka została zniesiona 29 września 1954 roku wraz z reformą wprowadzającą gromady w miejsce gmin.
Gminę reaktywowano 1 stycznia 1973 roku powiecie włodawskim w związku z kolejną reformą administracyjną, o mniejszej powierzchni na korzyść nowo utworzonej gminy Hanna. Współczesna gmina Hanna (od 1973 roku) odpowiada w zasadzie całemu terytorium gminy Sławatycze sprzed 1954 roku (oprócz samych Sławatycz), natomiast współczesna gmina Sławatycze, poza Sławatyczami obejmuje części obszary dawnych gmin Tuczna i Zabłocie.
W latach 1975–1998 gmina położona była w województwie bialskopodlaskim. Od 1999 gmina ponownie należy do powiatu bialskiego w woj. lubelskim.

## Struktura powierzchni
Według danych z roku 2002 gmina Sławatycze ma obszar 71,71 km², w tym:
- użytki rolne: 83%
- użytki leśne: 8%

Gmina stanowi 2,6% powierzchni powiatu.

## Demografia

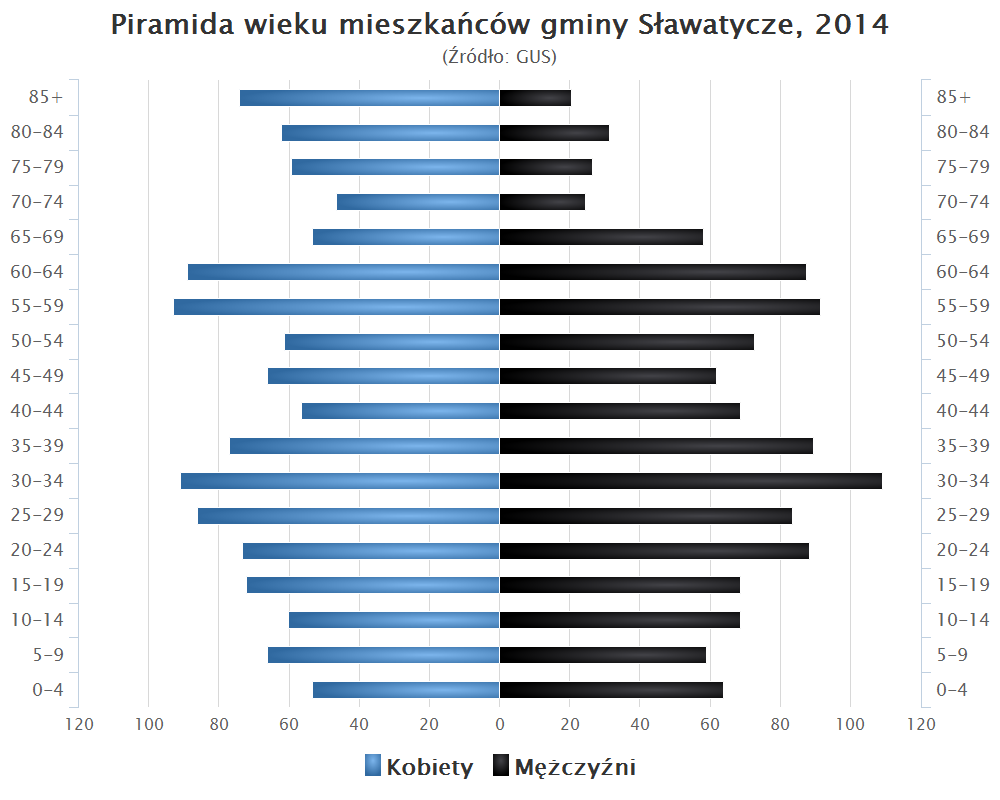
Piramida wieku mieszkańców gminy Sławatycze w 2014 roku

Dane z 30 czerwca 2004:
| Opis                              | Ogółem | Ogółem | Kobiety | Kobiety | Mężczyźni | Mężczyźni |
| --------------------------------- | ------ | ------ | ------- | ------- | --------- | --------- |
| jednostka                         | osób   | %      | osób    | %       | osób      | %         |
| populacja                         | 2608   | 100    | 1326    | 50,8    | 1282      | 49,2      |
| gęstość zaludnienia (mieszk./km²) | 36,4   | 36,4   | 18,5    | 18,5    | 17,9      | 17,9      |

## Sołectwa
Jabłeczna, Krzywowólka, Krzywowólka-Kolonia, Liszna, Mościce Dolne, Nowosiółki, Parośla-Pniski, Sajówka, Sławatycze, Sławatycze-Kolonia, Terebiski, Zańków.
Miejscowość bez statusu sołectwa: Kuzawka-Kolonia

## Sąsiednie gminy
Hanna, Kodeń, gmina Tuczna. Gmina sąsiaduje na Bugu z Białorusią: rejon brzeski (sielsowiet Domaczewo i sielsowiet Znamienka).